# 정선태
정선태(鄭善太, 광주)는 대한민국의 공무원, 검사이다. 

## 학력
- 경기고등학교 졸업
- 서울대학교 법학 학사
- 서울대학교 대학원 법학 석사

## 경력
- 1980년 : 제24회 행정고시 합격
- 1981년 : 제23회 사법시험 합격(사법연수원 13기 수료)
- 서울중앙지방검찰청 검사
- 광주지방검찰청 특수부장
- 대검찰청 형사과장
- 2000년 : 대검찰청 마약과장, 서울중앙지방검찰청 마약수사부장
- 서울고등검찰청 검사
- 대구지방검찰청 제1차장검사
- 제17대 대통령직인수위원회 법령정비팀장
- 2008년 3월 : 국가경쟁력강화위원회 법제도선진화단장
- ~ 2010년 4월 : 대일항쟁기강제동원피해조사 및 외구강제동원희생자 등 지원위원회 위원장
- 2010년 8월 ~ 2012년 7월 : 제29대 법제처 처장
- 2012년 12월 : 경기도 파주시 고문변호사 위촉
- 변호사정선태법률사무소 변호사

| 전임 이석연 | 제26대 법제처장 2010년 8월 12일 ~ 2012년 7월 17일 | 후임 이재원 |